# یوتیوب پریمیوم
یوتیوب پریمیوم (انگلیسی: YouTube Premium) (سابقاً یوتیوب رد (انگلیسی: YouTube Red)) سرویس مبتنی بر اشتراک ارائه شده توسط پلتفرم ویدئویی یوتیوب است. این سرویس، دسترسی بدون تبلیغ به محتوا را در سراسر سرویس و همچنین دسترسی به برنامه‌های پریمیوم یوتیوب اریجینالز که با همکاری سازندگان سایت تولید شده‌اند و دانلود و پخش پلی‌بک ویدئو در پس‌زمینه و همچنین دسترسی به سرویس استریم یوتیوب موزیک را فراهم می‌کند.
این سرویس در ۱۴ نوامبر ۲۰۱۴، با عنوان میوزیک کی (Music Key) راه‌اندازی شد و فقط استریم موزیک ویدئوهای ناشران شرکت کرده در یوتیوب و گوگل پلی میوزیک را ارائه می‌داد. سپس این سرویس مورد بازبینی و بازنگری قرار گرفت و در ۳۱ اکتبر ۲۰۱۵، با عنوان یوتیوب رد دوباره راه‌اندازی شد و گسترهٔ فعالیت خود را گسترش داد تا دسترسی بدون تبلیغ به همهٔ ویدئوهای یوتیوب، نه صرفاً فقط موسیقی، را ارائه دهد.
یوتیوب ‍‍پرمیوم امکانات زیادی را برای کاربران خود فراهم کرده است . از مزایای استفاده از یوتیوب پرمیوم می توانیم به موارد زیر اشاره کنیم:
- دسترسی کامل به سرویس یوتیوب موزیک
- دسترسی به سرویس یوتیوب اورجینال
- دسترسی به سرویس کودکان یوتیوب
- حذف تمامی تبلیغات
- بهره مندی از ویدیو ها به صورت آفلاین با قابلیت دانلود
- امکان پخش ویدیو در بکگراند
- جستارهای وابسته